# جوزيبي ديانا
جوزيبي ديانا (بالإيطالية: Giuseppe Diana)‏ هو قسيس مسيحي وكاتب إيطالي، ولد في 4 يوليو 1958 في كاسال دي برينسيبي في إيطاليا، وتوفي بنفس المكان في 19 مارس 1994.